# Albuquerque, Novi Meksiko
Albuquerque je najveći grad američke savezne države Novi Meksiko. Nalazi se u središnjem dijelu države, neposredno uz rijeku Rio Grande, a ujedno je i sjedište okruga Bernalillo. Prema popisu iz 2000. godine grad je imao 448 607 stanovnika, a njegovo metropolitansko područje 712 738. Metropolitansko područje obuhvaća i brzorastući grad Rio Rancho.
Klimatski uvjeti u Albuquerqueu, smještenom između planinskog lanca Sandia i rijeke Rio Grande, uglavnom uključuju sunčano i suho vrijeme, s godišnjom količinom padalina ne većom od 250 do 300 mm.
Grad je tijekom listopada domaćin godišnje međunarodne izložbe balona pod nazivom Albuquerque International Balloon Fiesta, koja je prvi put održana 1972. godine.
Albuquerque zračnim putem poslužuje Međunarodna zračna luka Albuquerque (Albuquerque International Sunport).

## Unutrašnje poveznice
- Vidi Popis gradova SAD-a

## Vanjske poveznice
- Službene internet stranice grada Albuquerquea